# Rafael Martins
Rafael Martins   (Santos, 17 de març de 1989) Clecildo Rafael Martins de Souza Ladislau és un futbolista professional brasiler que va jugar com a davanter pel Moreirense FC.
Martins es va unir a la formació juvenil de l'Grêmio Osasco Audax el 2003, a catorze anys. El desembre de 2007, va signar amb el Grêmio Foot-Ball Porto Alegrense cedit i va ser ascendit a la plantilla principal d'aquest últim el 2009.